# Arctosa ningboensis
Arctosa ningboensis là một loài nhện trong họ Lycosidae.
Loài này thuộc chi Arctosa. Arctosa ningboensis được Chang-Min Yin, Bao & Zhang miêu tả năm 1996.